# İrem Sak
İrem Sak (* 9. Februar 1986 in Sivas) ist eine türkische Schauspielerin tscherkessischer Abstammung.

## Leben und Karriere
Sak wurde am 9. Februar 1986 in Sivas geboren. Sie studierte an der Universität Istanbul. Nachdem sie während ihrer Schulzeit auf der Bühne aufgetreten war, trat sie 2008 dem BKM-Theater bei und spielte die Figur von Zeytin in dem Stück Sizinkiler. Im selben Jahr tauchte sie in verschiedenen Werbungen auf. Ihr Debüt gab sie 2010 in der Fernsehserie Şen Yuva. 2011 spielte sie in den Theaterstücken "5'er Beşer" und "İnsanlar Alemi" mit. Außerdem wurde sie fürmdie Serie Yalan Dünya gecastet. Zwischen 2015 und 2018 nahm sie an der Show Güldür Güldür teil. 
Unter anderem bekam sie 2017 die Auszeichnung Actress Award am 28th Ankara International Film Festival. Sak trat in Dönerse Senindir, Ölümlü Dünya, Düğüm Salonu und Bir Aile Hikayesi auf. 2020 war sie in Çukur zu sehen. Anschließend bekam sie 2022 eine Rolle in Der Vogel und die Löwin.

## Filmografie (Auswahl)
Filme
- 2016: Dedemin Fişi
- 2016: Dönerse Senindir
- 2017: Martı
- 2018: Ölümlü Dünya
- 2018: Düğüm Salonu
- 2018: Cici Babam
- 2021: Kimya

Serien
- 2010: Şen Yuva
- 2011: 5'er Beşer
- 2012: İnsanlar Alemi
- 2012–2014: Yalan Dünya
- 2015: Buyur Bi'De Burdan Bak
- 2015–2018: Güldür Güldür Show
- 2019: Bir Aile Hikayesi
- 2020: Çukur
- 2021: Azizler
- seit 2022: Der Vogel und die Löwin
- 2022: Yılbaşı Gecesi